# Memoriale di Thiepval
Il Memoriale di Thiepval ai caduti della Somme, semplicemente noto come Memoriale di Thiepval, è il più grande memoriale britannico, costruito per ricordare lo sforzo anglo-francese e i 72.191 soldati britannici e sudafricani caduti nella battaglia della Somme della prima guerra mondiale. Inaugurato nel 1932, è situato vicino al villaggio di Thiepval, in Piccardia.

## Storia e caratteristiche
Il Memoriale di Thiepval è stato costruito tra il 1928 e il 1932 dietro disegno dell'architetto Edwin Lutyens. All'inaugurazione, avvenuta il 1º agosto 1932, fu presente l'allora principe di Galles Edoardo, il presidente francese Albert Lebrun e lo stesso Lutyens.
La struttura si caratterizza per i suoi sedici pilastri in pietra di Portland costruiti inizialmente con mattoni provenienti da Lilla, rimpiazzati nel 1973 con mattoni inglesi. I pilastri sono poi stati in parte ricoperti con un totale di sessantaquattro pannelli di pietra, quarantotto dei quali presentano delle iscrizioni dedicate agli oltre 72.000 caduti della Somme. Sopra ai pilastri sono stati costruiti vari archi, al di sopra dei quali ne sorgono altri ancora, di più piccole dimensioni, posti ad angolo retto rispetto a quelli inferiori. L'allineamento dell'arco principale è sulla direttrice est-ovest, e sopra di esso si trova una torre. Sempre nell'arco principale è stata incisa in francese la seguente frase: "Aux armées Française et Britannique l'Empire Britannique reconnaissant" (agli eserciti francese e britannico, da parte del riconoscente Impero britannico).
Del memoriale fanno parte anche sedici sculture di corone d'alloro con all'interno di ognuna il nome di uno degli altrettanti conflitti che nel complesso costituiscono la battaglia della Somme: colline dell'Ancre, Ancre, Albert, High Wood, Bosco di Delville, Morval, Flers-Courcelette, crinale di Poziéres, crinale di Bazentin, crinale di Thiepval, crinale di Le Transloy, Ginchy e Guillemont.
Il memoriale è alto 43 m a partire dal podio, a sua volta alto 6,1 m. Nello spazio centrale è stata innalzata una piattaforma con tre gradini dove appoggiare una "stele del ricordo".
Dal 2023 il memoriale e il cimitero militare sono iscritti tra i Siti cimiteriali e memoriali della Prima guerra mondiale (Fronte occidentale), patrimonio dell'umanità seriale transnazionale tra Belgio e Francia.

## Il cimitero anglo-francese
Per rimarcare l'unione tra l'esercito britannico e quello francese, ai piedi del memoriale sono state posizionate trecento tombe di soldati del Commonwealth e altrettante di soldati francesi, la maggior parte senza nome in quanto non è stato possibile riconoscere i corpi. Le tombe del Commonwealth sono di forma rettangolare, fatte in pietra bianca, e riportano l'iscrizione "A Soldier of the Great War/Known unto God" (un soldato della Grande Guerra/Noto solo a Dio), mentre quelle francesi sono in pietra a forma di croce, con apposta la semplice parola "Inconnu" (sconosciuto). All'inizio di questo cimitero una croce del sacrificio reca il seguente epitaffio: